# Anatomia lui Grey
Anatomia lui Grey (original Grey's Anatomy) este o serie americană de dramă medicală creată de Shonda Rhimes, având premiera pe data de 27 martie 2005 pe canalul ABC. Serialul a fost emis în număr de 14 sezoane, fiind axat pe viața ficțională ale stagiarilor, îndrumătorilor și rezidenților care evoluează ca și medici, în timp ce încearcă să își mențină viețile personale și relațiile în echilibru. Titlul este derivat din manualul de anatomie umană Gray's Anatomy, scris de către Henry Gray; serialul a fost conceput să aibă o distribuție mixtă, eliminând criteriile rasiale. Cu toate că acțiunea serialului are loc în Seattle, filmările au avut loc în Los Angeles, California.
Protagonista seriei este dr. Meredith Grey (Ellen Pompeo), fiind acceptată în programul rezidențial în cadrul spitalului ficțional Seattle Grace și repartizată în subordinea dr. Miranda Bailey (Chandra Wilson), împreună cu Dr. Cristina Yang (Sandra Oh), Dr. George O'Malley (T. R. Knight), Dr. Izzie Stevens (Katherine Heigl) și Dr. Alex Karev (Justin Chambers). Ca urmare a decesului lui O'Malley, plecării lui Stevens și fuziunii spitalului cu Mercy West, în sezonul 6 apar alte 2 personaje, Dr. Jackson Avery (Jesse Williams) și Dr. April Kepner (Sarah Drew).
Aripa chirurgicală este în principal supervizată de Dr. Richard Webber (James Pickens, Jr.), care va fi în cele din urmă înlocuit de Dr. Derek Shepherd (Patrick Dempsey) și, mai târziu, de către Dr. Owen Hunt (Kevin McKidd). Dr. Arizona Robbins (Jessica Capshaw) este șefa secției de chirurgie pediatrică, Hunt conduce departamentul de traumatisme și Dr. Callie Torres (Sara Ramirez) este un îndrumător în Ortopedie. Dr. Shepherd a fost șef al secției de neurochirurgie, fiind ulterior înlocuit de sora lui, Dr. Amelia Shepherd (Caterina Scorsone).
În urma unei relații eșuate cu Dr. Cristina Yang, la finalul sezonul 3, Dr. Preston Burke (Isaiah Washington) pleacă din cadrul spitalului Seattle Grace și este înlocuit de către Dr. Erica Hahn (Brooke Smith), care părăsește distribuția în timpul sezonului 5, iar ulterior de către Dr. Teddy Altman (Kim Raver), care de asemenea va pleca la finalul sezonului 8. La finalul sezonului 1, Dr. Addison Montgomery (Kate Walsh) este prezentată, părăsind serialul la finalul sezonului 3 ca urmare a unei serii spin-off create asupra acestui personaj, Private Practice. Dr. Callie Torres (Sara Ramirez) și Dr. Mark Sloan (Eric Dane) de asemenea sunt prezentați în sezonul al doilea, în timp ce Mark Sloan moare la premiera sezonului 9. Sora vitregă a protagonistei, Dr. Lexie Grey (Chyler Leigh), apare în sezonul 3 și moare la finalul sezonului 8. Dr. Arizona Robbins este introdusă ca și personaj regulat la începutul sezonului 6. În sezonul 9, 5 noi stagiari sunt prezentați, dintre care 4 - Dr. Josephine "Jo" Wilson (Camilla Luddington), Dr. Shane Ross (Gaius Charles), Dr. Stephanie Edwards (Jerrika Hinton) și Dr. Leah Murphy (Tessa Ferrer) - devenind personaje regulate în sezonul al 10-lea. 
În rândul publicului între 18-49 de ani, Grey's Anatomy este unul dintre cele mai cotate drame; cu toate că ratingurile au scăzut în cadrul câtorva sezoane, a fost considerat a fi printre cele mai bune 10 seriale cotate în Statele Unite ale Americii, fiind foarte apreciat de către critici. Fiind considerat a avea un anumit impact cultural, seriile au primit numeroase premii, fiind câștigător în 2007 al unui Golden Globe Award for Best Television Series - Drama, precum și numeroase nominalizări la premiile Emmy, inclusiv pentru Outstanding Drama Series. Serialul a lansat câteva episoade speciale, precum și distribuind toate sezoanele sub formă de DVD. În 2012, Grey's Anatomy a fost numit cel de-al 5-lea show cu cele mai mari încasări, în termeni de publicitate per jumătate de oră. 
La data de 7 mai 2015, ABC a anunțat că urmează sezonul 12, care va fi emis în perioada 2015-2016.

## Producția serialului
Grey's Anatomy este produsă de către compania ShondaLand, în asociație cu The Mark Gordon Company și ABC Studios (cunoscut înainte ca și Touchstone Television). Rhimes, Betsy Beers, Krista Vernoff, Mark Gordon, Rob Corn și Mark Wilding aveau cu toții drept de producători executiv de-a lungul seriilor. În sezoanele următoare, Steve Mulholland, Kent Hodder, Nancy Bordson, James D. Parriott și Peter Horton au fost de asemenea producători executivi, Allan Heinberg alăturându-se proiectului în 2006. Conform sezonului 8, producătorii executivi curenți ar fi fost Rhimes, Beers, Gordon, Vernoff, Corn, Wilding și Heinberg.
Rhimes este scenaristul cel mai prolific al seriei, promovând serialul prin interacționarea cu fanii pe Twitter. Alți membri ai personalului scenic sunt Vernoff, Wilding, Peter Nowalk, Stacy McKee, William Harper, Zoanne Clack, Tony Phelan, Joan Rater și Debora Cahn. Din sezonul 2 până la al 7-lea, scenariștii întrețineau un blog intitulat Grey Matter, unde scenaristul unui episod discuta motivele din spatele scenariului. Regizorii variază de la episod la episod, Rob Corn regizând cel mai frecvent, fiind urmat de Tom Verica. De asemenea, Horton, Edward Ornelas și Jessica Yu au regizat un număr substanțial de episoade; membrii distribuției Chandra Wilson și Kevin McKidd au regizat diverse episoade.
Grey's Anatomy a fost editat de către Susan Vaill încă de la începutul show-ului, iar David Greenspan a fost numit editor în 2006. Directorii de distribuție Linda Lowy și John Brace au fost componenți ai echipei de producție încă din 2005. Designul este condus de Donald Lee Harris, fiind asistat de regizorul artistic Brian Harms, iar designul costumelor este condus de către Mimi Melgaard. Colaborând cu Melgaard, Thomas Houchins supervizează costumele, Ellen Vieira este makeup artist, iar Jerilynn Stevens este hair stylist. Regizor fotografic este Herbert Davis, iar coordonatorul musical este Danny Lux.
Karen Lisa Pike, M.D. este consultantul medical local, împreună cu Linda Klein, a RN. Personalul producător este componentă a echipei de softball Grey's Anatomy, care concurează cu alte show-uri televizate, precum CSI: Crime Scene Investigation.

### Concepție
Shonda Rhimes, creatoarea seriei, a dorit să producă un serial care să fie plăcut și interesant, concepând astfel un serial despre "femei inteligente aflate în competiție" Atunci când a fost întrebată ce a determinat-o să conceapă o drama cu subiect medical, Rhimes a răspuns: 
| “ | Eram obsedată de canalele cu subiect chirurgical. [...] Surorile mele mă sunau și vorbeam despre operațiile văzute pe Discovery Channel. E ceva fascinant despre lumea medicală - vezi lucruri pe care nu ți le-ai imaginat vreodată, precum faptul că doctorii își discută viața privată sau ce au făcut pe parcursul zilei, în timp ce operează un pacient. Așa că, atunci când ABC m-au rugat să scriu un alt episod pilot, sala de operații mi s-a părut a fi cadrul natural | ” |

Seria a fost prezentată în cadrul ABC, care a permis difuzarea ca și mid-season replacement pentru Boston Legal în 2005 Francie Calfo, vice-președinte executiv al Dezvoltării la ABC Entertainment, a menționat că ABC cauta un serial medical care să fie diferit de cele care erau emise la acel moment. Aceasta a indicat că “show-urile medicale sunt grele, și este greu să încerci să îți dai seama cum ar putea al nostru să fie diferit. Însă acolo unde alții își avansează serialele medicale, Rhimes reușește să reducă ritmul, pentru a reuși să cunoști personajele. Acesta este cu siguranță un puternic aport feminin."
"Unitatea de urgență este medicina de mare-viteză. Camera zboară în jur, adrenalina e prezentă. Spectacolul meu este mai personal. Ideea acestor serii a prins contur când un doctor mi-a spus că îi este foarte greu să se epileze în dușul spitalului. La început mi s-a părut a fi un detaliu prostesc. Însă apoi m-am gândit la faptul ar fi putut fi singurul moment și loc pentru acea femeie să se radă pe picioare. Așa grea este munca" 
Inițial, Rhimes a conceput Grey`s Anatomy ca și reacție împotriva rasismului, dorind în acest scop să creeze un show cu o distribuție rasială diversă, permițând astfel spectatorilor să se identifice cu personajele, indiferent de rasă. În timp ce personajele erau create, la fel precum și când primul script a fost scris, producătorii nu aveau în minte nici un tipar al personajelor și sperau să distribuie cel mai bun actor pentru fiecare rol. Rhimes a explicat că ar fi ezitat și seria nu ar mai fi avansat, dacă rețeaua nu i-ar fi permis să își creeze personajele în acest mod. Rolurile feminine în particular au fost create ca și personaje diverse, iar Rhimes a menționat: "Am vrut să creez o lume în care simțeai că urmărești femei foarte reale. Majoritatea femeilor văzute de mine la TV nu păreau ca și oamenii pe care îi știam de fapt. Se simțeau precum idei despre ce ar fi femeile. Nu ajungeau să fie niciodată rele sau competitive sau înfometate sau mânioase. Erau fie soția iubitoare sau prietena draguță. Dar cine ajungea să fie scorpia? Cine ajungea să fie femeia tridimensională?
Înainte de debutul seriei pe 27 martie 2005, câteva lansări au fost făcute prietenilor apropiați și familiei producătorilor și actorilor. Show-ul era programat să fie difuzat în cadrul orar al seriei Boston Legal pentru 4 săptămâni. Cu toate acestea, ratingurile mari au determinat ca timpul de difuzare al serialului să rămână cel stabilit. Președintele ABC Entertainment, Steve McPherson, a comentat schimbarea orarului: "În cele din urma am hotărât că, fără a avea destul timp sau finanțe alocate să mutam serialul mai târziu, vom permite serialului să își construiască imensul avânt până în luna mai." Înainte de difuzare, a fost anunțat că numele serialul s-ar schimba din "Anatomia lui Grey" în "Complicații", deși acest lucru nu s-a concretizat.

#### Gray`s Anatomy
Numele serialului, Grey's Anatomy, a fost conceput că și un joc de cuvinte: referința la manualul medical al lui Henry Gray (Gray's Anatomy) precum și personajul eponim Dr. Meredith Grey (Ellen Pompeo).
Gray's Anatomy este un manual de anatomie umană redactat în limba engleză, scris de către Henry Gray și ilustrat de Henry Vandyke Carter. Edițiile mai timpurii erau denumite Anatomy: Descriptive and Surgical și Gray's Anatomy: Descriptive and Applied, dar numele a fost scurtat și ulterior lucrarea a primit titlul curent. 
Cartea este recunoscută ca fiind o lucrare foarte influentă în anatomia umană, și a fost revizuită și reeditată din anul 1858 până în prezent. Ediția a 40-a a manualului a fost publicată în 2008, anul celei de-a 150-a aniversare.

### Distribuție
"Ea adusese aceasta energie revigorantă. Încă de la început, am modelat-o pe Cristina puțin. Unul din lucrurile mele favorite este să scot din replicile ei dintr-o scenă, pentru că transmite foarte multe în maniera non-verbală. Apoi mă uit să văd ce reușește să facă fără să aibă măcar un cuvânt de rostit." 
Anatomia lui Grey folosește o tehnică de distribuție care nu ține cont de diferențele rasiale, rezultând într-o distribuție mixtă. Fiecare rol este distribuit fără a se lua în considerare caracteristicile rasiale, pentru a fi în concordanță cu viziunea lui Rhimes despre diversitate. Echipa de producție a început castingul cu personajul titular al programului, Meredith Grey, rol care a fost foarte greu de distribuit (conform lui Rhimes). "Spuneam întruna că avem nevoie de o fată asemănătoare celei din Moonlight Mile[a]," afirma Rhimes, "și după un timp, am ajuns la concluzia 'Credem că o putem lua pe fata din Moonlight Mile." Următoarea actriță distribuită, Sandra Oh (Dr. Cristina Yang), a fost invitată inițial pentru rolul Dr. Miranda, însă a fost presată să citească rolul Cristinei în schimb. Foarte mulți actori au citit rolul pentru Dr. Derek Shepherd, însă când Patrick Dempsey citise scenariul, "a fost pur și simplu perfect", conform lui Rhimes.
Singurul personaj care a fost dezvoltat cu o descriere rasială a fost Dr. Miranda Bailey, interpretată de Chandra Wilson. Personajul a fost conceput ca și o femeie blondă, cu constituție măruntă și păr creț, însă când Wilson a început să rostească replicile, Rhimes a menționat: "[Wilson] este exact cine este Miranda." James Pickens Jr. a fost ales în rolul lui Dr. Richard Webber în cadrul episodului pilot și în primul sezon al seriei. Katherine Heigl a vrut să o interpreteze pe Dr. Izzie Stevens ca fiind brunetă, însă i s-a impus să-și păstreze blondul natural pentru rol. Isaiah Washington, care l-a interpretat pe Dr. Preston Burke, dorise inițial rolul pentru Shepherd, însă a fost distribuit ca Burke, datorită retragerii actorului original care trebuia să îl interpreteze. T. R. Knight s-a înscris pentru episodul pilot ca Dr. George O'Malley, așteptându-se la un rol de scurtă durată, deoarece îi plăcea că personajul prezintă multe laturi. Distribuția primului sezon a fost întregită de Justin Chambers ales ca Dr. Alex Karev.

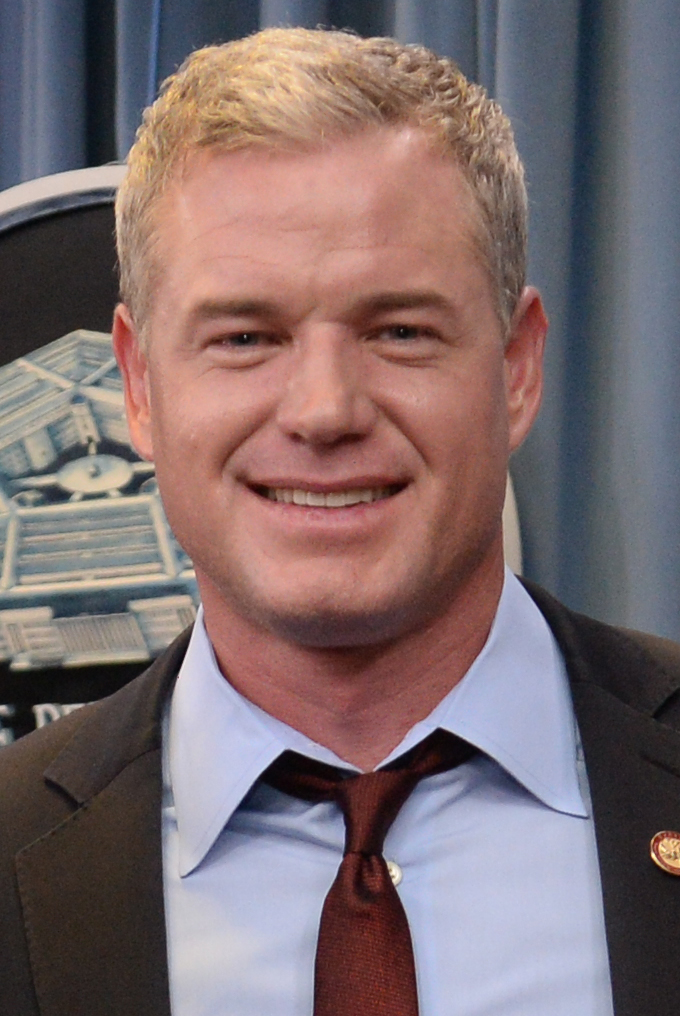
Eric Dane venise la auditii pentru episodul pilot al seriilor, însă nu a primit nici un rol.

Sezonul secund marchează introducerea lui Eric Dane (Dr. Mark Sloan) și Sara Ramirez (Dr. Callie Torres). Aceștia au fost inițial introduși ca personaje episodice, dar au început să aibă prezență mai mare în cadrul serialului începând cu sezonul al treilea. Ramirez a fost aleasă după ce executivii de la ABC i-au oferit un rol, la alegere, în cadrul unui show din rețeaua de distribuție. Dane participase și în trecut la audiții pentru un rol în episodul pilot, însă nu a fost acceptat. Kate Walsh (Dr. Addison Montgomery) s-a alăturat serialului în sezonul al doilea, după ce avusese o apariție episodică în primul sezon. În octombrie 2006, Washington și-a insultat colegul de platou (Knight) cu o remarcă homofobică, în timpul unei altercații cu Dempsey pe platoul de filmare, iar ABC a încheiat contractul lui Washington la finalul sezonului 3. De asemenea, Washington a avut o apariție episodică în sezonul al 10-lea. La finalul sezonului 3, Walsh de asemenea părăsește serialul pentru a continua filmările unui spin-off pentru Anatomia lui Grey, Private Practice, însă continua să mai facă apariții episodice.
Chyler Leigh s-a alăturat distribuției ca personaj principal în sezonul al patrulea, interpretând-o pe (Dr. Lexie Grey); Lexie de asemenea apăruse ca și guest star în cadrul ultimelor 2 episoade al celui de-al treilea sezon. Privind distribuția lui Leigh pentru acest rol, Rhimes afirmase: "Chyler s-a impus...Se simțise precum ar fi putut fi sora lui Meredith, însă avea o profunzime care era foarte interesantă." Brooke Smith (Dr. Erica Hahn), care apăruse prima dată în cadrul sezonului secund, devenise un personaj stabil în cadrul celui de-al patrulea. La scurt timp după ce se lansase anunțul că Smith ar deveni un membru regular al distribuției, Michael Ausiello de la Entertainment Weekly anunțase că personajul ei, Hahn, s-ar îndepărta din cadrul serialului la data de 6 noiembrie 2008. Kristin Dos Santos de la E! Online afirmase despre plecarea lui Smith ca urmare a presiunii exercitate de ABC network, ca modalitate de "re-heterosexualizare" a serialului însă Rhimes a infirmat afirmațiile, menționând că "nu am găsit acea magie și chimie pentru ca personajul lui Brooke să fie menținut pe termen lung".
Cel de-al cincilea sezon l-a prezentat pe actorul Kevin McKidd (Dr. Owen Hunt), care fusese inițial ales ca și distribuție pentru câteva secvențe, fiind desemnat ca o prezență regulară. Drept completare, Jessica Capshaw (Dr. Arizona Robbins) a fost introdusă original pentru o acțiune desfășurată în cadrul a doar 3 episoade, primind apoi o prelungire a contractului până la finalul sezonului și apoi fiind prezentată ca un personaj regulat în cadrul celui de-al 6-lea sezon. Knight a părăsit serialul la finalul sezonului 5, susținându-și dezamăgirea privind dezvoltarea și lipsa difuzării personajului sau. După plecarea acestuia, a urmat plecarea lui Heigl; conform Entertainment Weekly Heigl nu s-a întors la timp după concediul maternal, confirmându-se ulterior că Heigl nu va mai apărea deloc în serial.
Kim Raver, care fusese distribuită ca personajul episodic Dr. Teddy Altman în sezonul al 6-lea, este distribuită ca personaj principal ulterior. Sarah Drew (Dr. April Kepner) și Jesse Williams (Dr. Jackson Avery), care fuseseră debutanți în sezonul al 6-lea, devin personaje centrale în cadrul sezonului 7.
Contractele celor 6 actori originali expiraseră după sezonul al 8-lea, însă în mai 2012, Pompeo, Oh, Dempsey, Chambers, Wilson și Pickens le-au reînnoit pentru încă 2 ani. La finalul sezonului 8, personajul lui Leigh este îndepărtat la cererea acesteia, care a fost acceptată de Rhimes. Personajul lui Raver a fost de asemenea îndepărtat din cadrul serialului în timpul finalului sezonului 8, Rhimes oferindu-i acesteia o reînnoire de contract, însă Raver a refuzat. În iulie 2012, Dane a confirmat faptul că va părăsi serialul pentru a se ocupa de alte proiecte, fiind prezent în cadrul primelor 2 episoade ale sezonului 9. Începând cu cel de-al 10-lea sezon, Camilla Luddington, Jerrika Hinton, Gaius Charles și Tessa Ferrer au fost prezentați ca fiind personaje centrale, fiind prima oară admiși în sezonul 9 ca stagiari noi. Pe 13 august 2013, Oh anunța că cel de-al 10-lea sezon va fi ultimul în care va juca. În martie 2014, se anunțase că Isaiah Washington, interpretul lui Preston Burke în primele 3 sezoane, va fi o aparență episodică pentru a coincide cu plecarea personajului Sandrei. Pe 25 martie 2014, contractele lui Charles și Ferrer nu au fost prelungite pentru sezonul 11. Pe 2 mai 2014, se anunțase că, alături de Pompeo și Dempsey, toți membrii rămași din distribuția originală - cu excepția Sandrei Oh - și-au prelungit contractele pentru încă 2 ani, de-a lungul sezoanelor 11 și 12. Cu toate că s-a alăturat distribuției în sezonul 2, Sara Ramirez se afla în cadrul aceluiași program de negociere și a semnat de asemenea o prelungire a contractului pe 2 ani.
În aprilie 2015, personajul lui Dempsey a fost ucis, cu toate că nu i se terminase contractul.

### Coloană sonoră
Tema principală utilizată în timpul primelor două sezoane a fost un fragment din "Cosy în the Rocket", a grupului britanic de muzică electronică Psapp. Piesa s-a regăsit și pe primul volum al coloanei sonore. Primul volum al coloanei sonore a avut lansarea oficială pe data de 27 septembrie 2005. O listă ce cuprinde toate piesele prezentate în fiecare episod, care au fost selectate, mixate și supravegheate de Alexandra Patsavas, poate fi găsită pe această pagină: . Patsavas a fost de asemenea foarte apreciată pentru selectarea muzicii din serialul The O.C., al canalului de televiziune FOX. Un al doilea volum al coloanei sonore, ce cuprindea piesele folosite în cel de-al doilea sezon al serialului, a fost lansat pe data de 12 septembrie 2006, devenind cel mai de succes dintre toate volumele lansate, debutând direct pe locul 14 în clasamentul Billboard 200.
Pe lângă prezența în serial, unele piese au fost lansate, promovând serialul. Piesa "Such Great Heights", aparținând grupului The Postal Service, a fost utilizată în spoturi publicitare ale serialului. Alte două piese s-au bucurat de un mare succes în clasamente, după ce au apărut în serial, acestea fiind: “Chasing Cars” (a grupului Snow Patrol) și “How to Save a Life” (a grupului The Fray). Ambele piese au atins poziții de top 5 în clasamentul din SUA, Billboard Hot 100. “Chasing Cars” a devenit foarte popular după ce a fost folosit la finalul celui de-al doilea sezon al serialului. “How to Save a Life” a fost folosită pentru promovarea celui de-al treilea sezon. De asemenea, au mai fost folosite în mod constant încă două piese “The Story”, a cântăreței Brandi Carlile, și “Breathe In, Breathe Out” aparținând lui Mat Kearney.
Muzica este un rol foarte important în serialul Anatomia lui Grey. Fiecare episod al serialului este denumit după un cântec. Printre artiștii care și-au adus contribuția la coloana sonoră a show-ului se numără: Adele, Beck, Tegan and Sara, Kate Havnevik, Roisin Murphy, Snow Patrol, Maria Taylor, Mat Kearney, Medeski Martin & Wood, Ingrid Michaelson, Joshua Radin, The Hereafter, Jem, Brandi Carlile, Anya Marina, Duffy, Corinne Bailey Rae, Chris Garneau, Devics, KT Tunstall, Sia, și Anna Nalick.

#### Albume: Coloana Sonoră
| Anul | Titlu                                                                                 | Poziții Maxime | Poziții Maxime | Poziții Maxime | Poziții Maxime | Poziții Maxime | Vânzări la nivel mondial                                                    |
| Anul | Titlu                                                                                 | SUA            | NZL            | AUT            | ELV            | UWC            | Vânzări la nivel mondial                                                    |
| ---- | ------------------------------------------------------------------------------------- | -------------- | -------------- | -------------- | -------------- | -------------- | --------------------------------------------------------------------------- |
| 2005 | Coloana Sonoră: Anatomia lui Grey (Volumul 1) - Lansat pe data de: 27 septembrie 2005 | 109            | -              | 32             | -              | -              | - Total:300,000                                                             |
| 2006 | Coloana Sonoră: Anatomia lui Grey (Volumul 2) - Lansat în: 30 septembrie 2006         | 14             | 25             | 23             | -              | 39             | - Prima Săptămână (SUA): 46,000 - Prima Săptămână: 49,000 - Total: 300,000+ |
| 2007 | Coloana Sonoră: Anatomia lui Grey (Volumul 3) - Lansat în: 11 septembrie 2007         | 16             | -              | 36             | 70             | -              | - Prima Săptămână (SUA): 27,000 - Total: 200,000+                           |
| 2008 | Coloana Sonoră: Anatomia lui Grey (Volumul 4) - Lansat în: 15 septembrie 2008         |                |                |                |                |                | - Prima Săptămână (SUA): - Total:                                           |

#### Piese Folosite în Serial și intrate în topuri
| Anul | Piesa                    | Artistul            | Pozițiile obținute în clasamente | Pozițiile obținute în clasamente | Pozițiile obținute în clasamente | Pozițiile obținute în clasamente | Pozițiile obținute în clasamente | Pozițiile obținute în clasamente | Pozițiile obținute în clasamente | Pozițiile obținute în clasamente | Pozițiile obținute în clasamente | Pozițiile obținute în clasamente | Pozițiile obținute în clasamente | Pozițiile obținute în clasamente | Pozițiile obținute în clasamente | Referință |
| Anul | Piesa                    | Artistul            | SUA                              | Pop                              | Adult top 40                     | UK                               | IRL                              | GER                              | CAN                              | AUS                              | OLA                              | ELV                              | NOR                              | FIN                              | POR                              | Referință |
| ---- | ------------------------ | ------------------- | -------------------------------- | -------------------------------- | -------------------------------- | -------------------------------- | -------------------------------- | -------------------------------- | -------------------------------- | -------------------------------- | -------------------------------- | -------------------------------- | -------------------------------- | -------------------------------- | -------------------------------- | --------- |
| 2005 | "Catch My Disease"       | Ben Lee             | -                                | -                                | -                                | -                                | -                                | -                                | -                                | 27                               | -                                | -                                | -                                | -                                | -                                | [ 73 ]    |
| 2006 | "Multiply"               | Jamie Lidell        | -                                | -                                | -                                | -                                | -                                | -                                | -                                | -                                | 37                               | -                                | -                                | -                                | -                                | [ 74 ]    |
| 2006 | "Young Folks"            | Peter, Bjorn & John | -                                | -                                | -                                | 13                               | 24                               | 31                               | 42                               | 42                               | -                                | -                                | -                                | 9                                | -                                | [ 75 ]    |
| 2006 | "How to Save a Life"     | The Fray            | 3                                | 4                                | 1                                | 4                                | 1                                | 45                               | 1                                | 2                                | 20                               | 30                               | 13                               | -                                | 40                               | [ 76 ]    |
| 2006 | "Chasing Cars"           | Snow Patrol         | 5                                | 6                                | 1                                | 6                                | 6                                | 8                                | 28                               | -                                | 24                               | 5                                | 17                               | -                                | -                                | [ 77 ]    |
| 2006 | "Monster Hospital"       | Metric              | -                                | -                                | -                                | 55                               | -                                | -                                | -                                | -                                | -                                | -                                | -                                | -                                | -                                | [ 78 ]    |
| 2006 | "Black Cat John Brown"   | Alamo Race Track    | -                                | -                                | -                                | -                                | -                                | -                                | -                                | -                                | 88                               | -                                | -                                | -                                | -                                | [ 79 ]    |
| 2007 | "The Story"              | Brandi Carlile      | 75                               | 92                               | -                                | -                                | -                                | -                                | -                                | 44                               | -                                | 16                               | 3                                | -                                | 1                                | [ 80 ]    |
| 2007 | "Breathe In Breathe Out" | Mat Kearney         | -                                | -                                | 19                               | -                                | -                                | -                                | -                                | -                                | -                                | -                                | -                                | -                                | -                                | [ 81 ]    |

## Subiect

### Sezonul 1: 2005
Meredith Grey, fiica unei celebre doctorițe, Ellis Grey, devine rezident la Seattle Grace Hospital. Aici va face cunoștință cu colegii ei stagiari Cristina Yang, Isobel "Izzie" Stevens, și George O'Malley. Alte personaje ale primului sezon sunt Dr. Miranda Bailey, șefa rezidenților, Alex Karev, un stagiar mai dificil și medicii Dr. Derek Shepherd, neurochirurg, și Dr. Preston Burke, chirurg cardiotoracic. Pe lângă toți aceștia mai apare în primul sezon și directorul spitalului, Richard Webber, care a avut o relație cu mama lui Meredith. 
Sezonul face referire la viața rezidenților din primele luni ale stagiaturii lor și de greutățile pe care aceștia le întâmpină. Alte sarcini ale lui Meredith sunt să țină secretă atât boala mamei sale, care suferă de Boala Alzheimer, cât și relația ei cu Dr. Shepherd. Ulterior Meredith are o aventură cu George. La sfârșitul sezonului apare și soția doctorului Shepherd, Addison Montgomery-Shepherd, care și-a înșelat soțul cu cel mai bun prieten al acestuia, Mark Sloan.
Sezonul 1 a început pe data de 27 martie 2005 și s-a încheiat pe data de 22 mai 2005. Sezonul a conținut doar nouă episoade și nu paisprezece, cum se prevăzuse. Sezonul a atins poziția cu numărul 9 în clasamentul ce surprinde numărul de telespectatori ai fiecărui program. Acesta a devenit al doilea serial de top 10 din clasament, al ABC, în același sezon (2004-2005), după Neveste disperate, care a atins poziția cu numărul 4.

### Sezonul 2: 2005-2006
Al doilea sezon s-a concentrat asupra relației lui Meredith cu Derek, care a avut parte de numeroase coborâșuri datorită revenirii soției acestuia. Izzie și Alex au început o relație, care nu a durat foarte mult, Izzie, îndrăgostindu-se de un pacient, pe nume Danny, care ulterior decedează. Cristina Yang și Preston Burke încep și ei o relație iar Miranda Bailey rămâne însărcinată.
În acest sezon și-au făcut debutul și actorii Sarah Ramirez și Eric Dane, care interpretează personajele lui Callie Torres, rezident ortoped, respectiv Mark Sloan, chirurg plastician. Al doilea sezon din Anatomia lui Grey a început să fie difuzat pe data de 25 septembrie 2005 și s-a terminat pe data de 14 și 15 mai 2006. Primul sezon trebuia să conțină paisprezece episoade, însă a fost restrâns la nouă, iar restul de cinci episoade au constituit începutul celui de-al doilea sezon. Al doilea sezon se programa să conțină 22 de episoade, însă cu cele cinci s-a ajuns la un total de 27. 
Creatoarea serialului, Shonda Rhimes, a scris pe blogul său despre cum trebuia să se încheie sezonul 1. Episodul Bring the Pain trebuia să fie ultimul din primul sezon, însă a devenit al cincilea episod al celui de-al doilea sezon. Serialul a terminat sezonul difuzărilor din SUA pe locul 5, fiind întrecut din nou de Neveste Disperate, care a terminat pe locul 4.

### Sezonul 3: 2006-2007
De-a lungul sezonului, Meredith și Derek își reiau relația, iar George și Callie se căsătoresc în Las Vegas, însă se ceartă pe tot parcursul sezonului, din diverse motive. Unul ar fi Izzie, care se îndrăgostește de George și are o aventură cu el. Alex găsește o tânără însărcinată rănită într-un accident naval, pe care o salvează și de care se îndrăgostește. Aceasta își pierduse memoria în accident, și din cauza unor răni grave la față era desfigurată. Alex o ajută să își aleagă un chip nou și o numește Ava. 
Burke și Cristina hotărăsc să-și unească destinele, Cristina, acceptând doar de dragul lui Burke. Addison și Sloan încearcă să construiască o relație însă acest lucru nu se realizează. În finalul sezonului, toți rezidenții dau examenul final de stagiatură, pe care îl trec toți cu excepția lui George. Meredith și Derek se despart. La spital își face apariția un nou grup de stagiari, printre care se află și sora vitregă a lui Meredith, Lexie. Burke și Cristina se despart chiar cu câteva minute de a se căsători, Burke părăsind-o chiar în fața altarului. 
Callie și George se hotărăsc să aibă un copil, însă relațiile dintre ei doi și Izzie nu sunt clar definite. Addison părăsește spitalul pentru a începe o nouă viață în Los Angeles ( în mini-serialul Private Practice). Chief Webber rămâne directorul secției de chirurgie, Sheperd refuzând postul, iar Callie este înlocuită de Miranda Bailey la șefia rezidenților.
Cel de-al treilea sezon a început pe data de 6 iulie 2006 și s-a încheiat pe data de 17 mai 2007.

### Sezonul 4: 2007-2008
Meredith Grey, Cristina Yang, Izzie Stevens și Alex Karev devin rezidenți la spitalul Seattle Grace și au în subordine stagiari. Printre aceștia se număra și George O'Malley (nevoit să repete anul) și Lexie Grey, sora vitregă a lui Meredith. Cei doi se mută împreună, iar George îl convinge pe Richard să dea din nou testul pentru a deveni rezident, după ce află de la Lexie că nu a trecut examenul din cauza diferenței de un punct. Relația lui cu Izzie se dovedește a fi doar una de prietenie, în final George sărutându-se cu Lexie, iar Izzie cu Alex. Sfârșitul sezonului reprezintă o împăcare și pentru Meredith și Derek, după ce aceasta află de relația lui cu asistenta Rose, interpretată de Lauren Stamile. Ava/Rebecca Pope se întoarce în Seattle și crede că este însărcinată cu Alex, fapt ce se dovedește a fi neadevărat. Karev este convins de Izzie că aceasta nu este responsabilitatea lui. După plecarea soțului său de-acasă, Bailey îi dă în grijă clinica lui Stevens pentru a se putea ocupa și de viața personală. Richard se împacă cu Adelle și se mută înapoi acasă.
Cel de-al patrulea sezon a debutat pe data de 27 septembrie 2007, în distribuție existând câteva modificări față de sezonul precedent. Personajul interpretat de Kate Walsh, Addison Montgomery-Shepard, devenit ulterior unul principal în Private Practice, s-a mutat în L.A. după divorțul de Derek. Din cauza faptului că producătorii nu i-au înnoit contractul lui Isaiah Washington, personajul interpretat de el, Preston Burke, nu se mai întoarce după ce o părăsește pe Cristina Yang la altar în finalul sezonului 3. Astfel, Dr. Erica Hahn (interpretată de Brooke Smith) preia funcția lui, cea de șef al secției de cardiologie și devine noua pasiune a lui Mark Sloan. Ulterior, acesta îi sugerează lui Caillie că ar trebui să-i declare dragostea pentru ea. În finalul sezonului, cele două se sărută în fața spitalului.
Ca și invitați speciali apar Edward Herrmann, ce a făcut parte și din distribuția serialului Fetele Gilmore, jucând rolul unui stagiar mai în varsta timp de trei episoade, Seth Green și Joshua Jackson, a cărei apariție în episodul unsprezece al sezonului a fost anulată din cauza grevei scenariștilor din 2007-2008. Kate Walsh s-a întors în episodul difuzat pe 1 mai în rolul lui Addison Montgomery.
Pe 20 februarie 2008 s-a confirmat că Anatomia lui Grey se va difuza din nou din data de 24 aprilie 2008. Where the Wild Things Are este primul episod difuzat după greva scenariștilor. Ultimul episod (Freedom) conține două părți și se concentrează mai ales în jurul experimentului clinic condus de Meredith și Derek care încearcă o nouă soluție pentru cei cu tumoare pe creier. Toți pacienții decedeaza însă, cu excepția unei tinere al cărei iubit moare chiar înaintea operației ce-i salvează ei viața. După acest succes, Meredith se împacă cu Derek, care decide s-o părăsească pe Rose.

### Sezonul 5: 2008-2009
Sezonul 5 din Anatomia lui Grey a avut premiera pe 28 septembrie 2008 cu un episod ce a durat 2 ore. Kevin McKID, alias Owen Hunt, devine personaj principal, cu un interes romantic pentru Cristina. Sezonul se preocupă în mare parte pe lupta lui Izzie cu cancerul. În ultimul episod al sezonului George moare ca urmare a leziunilor grave survenite în urma unui accident.

### Sezonul 6: 2009-2010
În data de 23 aprilie 2009, ABC a selecționat Anatomia lui Grey pentru sezonul 2009-2010. Primul episod al sezonului 6 a fost difuzat pe data de 24 septembrie 2009. T.R. Knight a renunțat la rol, iar personajul său a murit în urma unui accident. Acest sezon s-a axat mai mult pe prezentarea fiecărui personaj în parte: Derek, Arrizona, Owen și Alex. Sezonul 6 a introdus mai multe personaje, în urma unirii spitalului Seattle Grace cu Mercy West. Katherine Heigl a renunțat la rolul său în Anatomia lui Grey, apărând doar în 23 episoade.

### Sezonul 7: 2010-2011
Sezonul șapte a fost difuzat în Statele Unite ale Americii din septembrie 2010 până în mai 2011. Diva Universal va începe să îl difuzeze în România din 23 ianuarie 2012.

### Sezonul 8: 2011-2012
Sezonul opt a avut premiera în Statele Unite ale Americii în data de joi, 22 septembrie 2011 și va avea finalul în primăvara anului 2012. Data premerei în România încă nu este cunoscută.

### Sezonul 12: 2015-2016
Cel de-al doisprezecelea sezon al seriei a avut premiera pe 24 septembrie 2015, fiind compus din 25 de episoade; anunțul a fost făcut în mod oficial de către ABC pe data de 7 mai 2015. Totodată, acest sezon va fi primul din cele 12 care nu îl va cuprinde pe Patrick Dempsey în rolul lui Derek Shepherd. 
Filmările au început pe 22 iulie 2015; cu toate că a fost prezent ca și personaj episodic, Jason George va deveni un personaj cu prezență moderată în serial, alături de un nou membru al distribuției, Henderson. Henderson a fost anunțat ca membru al distribuției la data de 15 iunie 2015, iar Shonda Rhimes a anunțat că va fi prezent abia la jumătatea sezonului.

## Difuzare

### Private Practice
Pe 21 februarie 2007, Wall Street Journal anunță că ABC lucrează la un spin-off pentru Anatomia lui Grey, centrându-se asupra lui Addison Montgomery. Distribuția serialului Grey's Anatomy și-a declarat nemulțumirea privind această decizie, sperând că seria ar fi atribuită lor, protagonista Ellen Pompeo a menționat că trebuia să fie consultată în privința acestei decizii, fiind starul serialului, iar Heigl a menționat că spera ca spin-off-ul să fie centrat asupra caracterului lui Stevens. Episodul pilot backdoor ce avusese premiera pe 3 mai 2007 o arăta pe Montgomery plecând din Seattle pentru a-și vizita cea mai bună prietenă din Los Angeles, Naomi Bennett (Audra McDonald), un specialist în endocrinologie reproductivă și infertilitate; în timp ce era în Los Angeles, Montgomery îi întâlnește și pe colegii lui Bennett la Oceanside Wellness Center. Episodul "The Other Side of This Life" (care a durat 2 ore) a servit ca și episodul 22 și 23 al sezonului 3, fiind regizat de Michael Grossman, conform revistei Variety. Distribuția era constituită din Amy Brenneman, Paul Adelstein, Tim Daly, Taye Diggs, Chris Lowell și Merrin Dungey.
Personajul lui KaDee Strickland, Charlotte King, care avea să fie prezentată la premiera primului sezon al Private Practie, nu a apărut în pilotul backdoor. Aceasta a fost adăugată în distribuție în 11 iulie 2007, înainte de începerea primului sezon. Nu a participat la audiții pentru rol, însă a fost desemnată după o întâlnire cu Rhimes. De asemenea, McDonald nu a fost prezentă în episodul pilot datorită personajului ei, Naomi Bennett, ce era interpretat de o altă actriță, Merrin Dungey. Cu toate acestea, pe 29 iunie 2007, ABC a anunțat că Dungey va fi înlocuită, însă nu a argumentat această decizie. Serialul a fost intitulat Private Practice, a fost difuzat după Dancing with the Stars și a fost considerat a fi precursor al unei serii noi, Dirty Sexy Money. Pushing Daisies, o a treia serie nouă a serii, a întregit linia ca lead-in pentru Private Practice. Serialul a fost încheiat în ianuarie 2013 după 6 sezoane de difuzare.
Grey's Anatomy a avut 3 episoade ale căror șir de evenimente se suprapun cu Private Practice:
- "Before and After"/"Ex-Life" - fratele lui Addison, Archer, este adus la Seattle Grace pentru o operație, după ce Derek afirmă că are nevoie de ajutor la nivel neuronal cu o pacientă însărcinată.
- "Blink"/"Another Second Chance" - Addison îl ajută pe Mark să o opereze pe fiica sa, care e însărcinată
- "Have You Seen Me Lately?"/"You Break My Heart" - Amelia își roagă fratele să o asiste la o operație riscantă de gliosarcom.

## Audiențe TV, aprecieri critice și campanii de promovare

### Rating-ul serialului în SUA
Notă: În SUA un sezon de televiziune începe la sfârșitul lunii septembrie și se încheie la sfârșitul lunii mai.
| Sezonul | Difuzarea       | Premiera Sezonului  | Finalul Sezonului | Sezonul   | Poziția ocupată | Telespectatori (milioane) | Referință |
| ------- | --------------- | ------------------- | ----------------- | --------- | --------------- | ------------------------- | --------- |
| 1       | Duminică, 22:00 | 27 martie, 2005     | 22 mai, 2005      | 2005      | #9              | 18.5                      | [ 101 ]   |
| 2       | Duminică, 22:00 | 25 septembrie, 2005 | 15 mai, 2006      | 2005-2006 | #5              | 19.9                      | [ 102 ]   |
| 3       | Joi, 21:00      | 20 septembrie, 2006 | 17 mai, 2007      | 2006-2007 | #4              | 19.5                      | [ 103 ]   |
| 4       | Joi, 21:00      | 27 septembrie, 2007 | 22 mai, 2008      | 2007-2008 | #10             | 15.9                      | [ 104 ]   |

## Controverse

### Demiteri

#### Isaiah Washington
În timpul unei dispute cu co-starul Patrick Dempsey, actorul a folosit termenul de "poponar", făcând referire la colegul său, T.R. Knight. Conform mass-mediei, incidentul a avut loc în 2006; după ce a fost criticat de către ABC și gruparea Gay and Lesbian Against Defamation, Isaiah și-a cerut scuze în mod public. Fiind prezent la decernările Golden Globe, acesta a negat să folosească termenul peiorativ, afirmând "Nu l-am numit pe T.R. Knight poponar. Nu s-a întâmplat asta". Oficialii ABC au considerat că situația s-a redresat în octombrie, însă au fost puși într-o postură dificilă în momentul când serialul a fost difuzat în 18 ianuarie 2007.
Cu toate acestea, în urma unei plângeri înaintate de grupările LGBT, ABC s-a simțit constrânsă să lanseze un mesaj public, specificând "Suntem profund întristați de faptul că dl. Washington a ales să aleagă acel limbaj nepotrivit la Golden Globers, limbaj pe care el însuși l-a numit "inacceptabil" în ultima sa prelegere publică. Acțiunile sale sunt inacceptabile și vor fi adresate". A fost raportat, de asemenea, faptul că rețeaua l-a încurajat pe actor să își ceară scuze într-un mod mai specific. Acesta a afirmat "Îmi cer scuze lui T.R, colegilor mei, fanilor serialului și în mod special membrilor gay și lesbiene ale comunității pentru că am folosit un termen care este inadmisibil în orice context sau circumstanță. Am stricat ceea ce a fost o seară perfectă pentru toți care lucrează la Grey„s Anatomy. Nu pot să îmi justific comportamentul, și totodată nu mai pot nega faptul că sunt probleme evidente de care trebuie să mă ocup, și am cerut ajutor". Pe 24 ianuarie 2007, Washington a anunțat că era sub tratament pentru transformarea "acțiunilor sale negative în rezultate pozitive: "Cu ajutorul familiei și prietenilor mei, am început ședințe de consiliere. Consider că acesta este un pas înainte spre înțelegerea faptei mele și pentru a mă asigura că nu se va repeta. Apreciez faptul că am primit această oportunitate și adopt o poziție fermă privind transformarea acțiunilor mele negative în rezultate pozitive, pe plan personal și profesional". Cu toate acestea, seria de scuze (inițiale și adresate în mod repetat), întâlnirile cu grupurile LGBT ofensate și în final reabilitarea nu au fost suficiente pentru a stăvili ofensa cauzată de afirmația lui Washington.
Pe 7 iunie 2007, ABC a anunțat că producătorii au decis să nu actualizeze contractul lui Washington pentru Grey's Anatomy. Washington și-a exprimat tristețea, în loc de furie. De asemena, a afirmat că, în cazul în care ar fi rugat să apară în serial pentru o apariție cameo, nu ar ezita să accepte. O imagine de-a lui Washington a fost folosită pe 9 mai 2008 pentru un promo al episodului "The Becoming". După ce episodul a avut premiera, avocatul lui Washington, Peter Nelsom, a contactat ABC și SAG, citând o utilizare ilegală a imaginii clientului său. Isaiah apare din nou în episodul 22 sezonul 10.

#### Brooke Smith
Pe 3 noiembrie 2008, Entertainment Weekly a reportat părăsirea serialului de către Brooke Smith în episodul din 6 noiembrie. Rhimes a afirmat: "Din păcate, nu am găsit acea magie și chimie cu personajul lui Smith, care l-ar face să aibă o perioadă lungă în serial." Kristin Dos Santos de la E! Online susține că, în ciuda zvonurilor, concedierea lui Smith a fost inițiată de canalul ABC, într-o încercare de a renunța la homosexualitatea din Grey's Anatomy. De asemenea, reportera E! a anunțat că după plecarea Ericăi Hahn, noua Dr. Harris nu va mai fi bisexuală cum se anunțase precedent. Smith, intervievată de Ausiello, citează: "Am fost foarte încântată când mi s-a spus că Hahn și Torres vor avea o relație. Și chiar speram că vom putea arăta ce se întâmplă când două femei se îndrăgostesc una de alta și că vor fi tratate ca orice cuplu heterosexual din televiziune. Am fost surprinsă și dezamăgită când, dintr-o dată, mi-au spus că nu vor putea scrie pentru personajul meu. [...] A fost totul foarte neașteptat."

#### T.R. Knight
Pe 27 mai 2009, Marck Malkin de la E! Online a anunțat că Knight nu se va întoarce pentru sezonul șase din Anatomia lui Grey. Knight a accentuat nesatisfăcătoarea evoluție și lipsa de timp pe ecrane a personajului său, O'Malley, l-au determinat să renunțe la contractul său în decembrie 2008. O speculație a fanilor susținea că un nou actor va continua în rol din cauza rănilor faciale pe care O'Malley le suferă în finalul sezonului cinci, însă Patty Lee de la New York Daily News a afirmat că "personajul lui, Dr. O'Malley, e mort". Rhimes a susținut că numărul mic de apariții ale lui George din sezonul cinci au fost inteționat, pentru a crește șocul audienței la vederea rănilor critice din finalul sezonului, felicitându-l pe Knight drept "un actor incredibil de talentat". Pe 17 iunie 2009 a fost confirmat că Knight a fost eliberat de sub contract.

#### Katherine Heigl
Pe 11 martie 2010, Entertainment Weekly a anunțat că Heigl nu s-a prezentat pe platourile de filmare după concediul de maternitate. Mai târziu, s-a anunțat că Heigl nu se va întoarce în serial deloc, marcându-și ultima apariție în episodul din ianuarie 21, 2010 "I Like You So Much Better When You're Naked". Heigl și-a confirmat ieșirea din serial pe 24 martie 2010. A afirmat că renunțarea la rol nu se referea la progres în cariera cinematografică, însă la progres în viața ei personală alături de familie. Situația personajului este încă incertă, neștiindu-se dacă Heigl va mai apărea în serial pentru a încheia povestea de dragoste cu Alex Karev.

## Produse derivate și alte medii de distribuție

### DVD-uri și discuri Blu-Ray
| Numele DVD-ului | Data Lansării      | Numări de episoade | Număr de Discuri |
| --------------- | ------------------ | ------------------ | ---------------- |
| Season 1        | 14 februarie 2006  | 9                  | 2                |
| Season 2        | 12 septembrie 2006 | 27                 | 6                |
| Season 3        | 11 septembrie 2007 | 25                 | 7                |
| Season 4        | 9 septembrie 2008  | 16                 | 5                |